# Lista de universidades do Azerbaijão
Esta é uma lista de universidades do Azerbaijão:

## Públicas
- Academia de Administração Pública
- Academia Estatal da Marinha do Azerbaijão
- Academia de Música de Baku
- Instituto Politécnico de Mingachevir
- Universidade ADA
- Universidade de Arquitetura e Construção do Azerbaijão
- Universidade Eslava de Baku
- Universidade Estatal Agrícola do Azerbaijão
- Universidade Estatal de Baku
- Universidade Estatal de Cultura e Artes do Azerbaijão
- Universidade Estatal de Economia do Azerbaijão
- Universidade Estatal de Ganja
- Universidade Estatal de Lankaran
- Universidade Estatal de Naquichevão
- Universidade Estatal de Petróleo e Indústria do Azerbaijão
- Universidade Estatal de Sumqayit
- Universidade de Línguas do Azerbaijão
- Universidade de Medicina do Azerbaijão
- Universidade Técnica do Azerbaijão

## Privadas
- Universidade do Azerbaijão
- Universidade do Cáspio Ocidental
- Universidade Cazar
- Universidade Eurasiática de Baku
- Universidade Odlar Yurdu
- Universidade Qafqaz